# Sombra

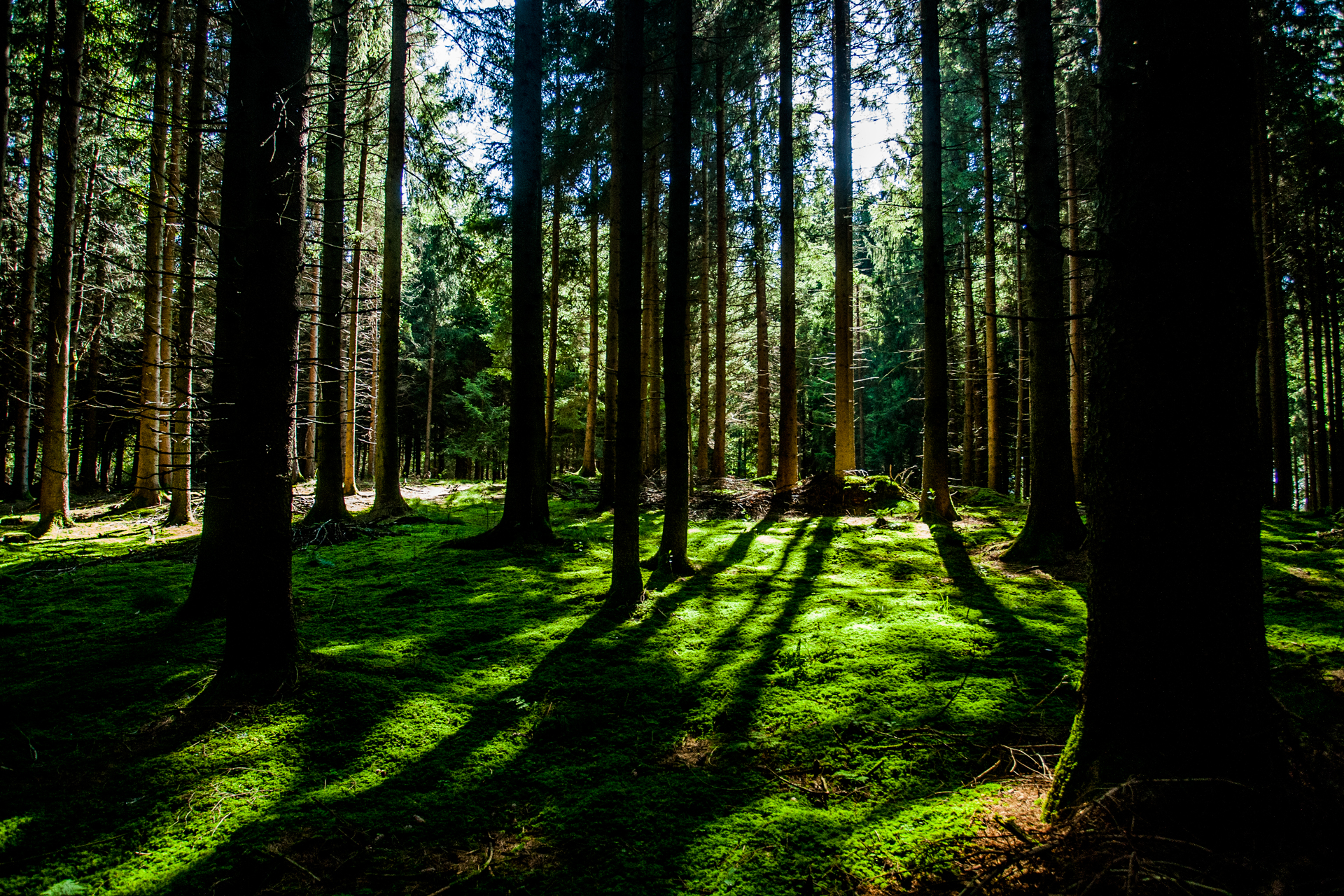
Un sotobosque de musgo parcialmente cubierto por la sombra de los árboles.

Una sombra es una región de oscuridad donde la luz es obstaculizada u ocultada, dejando un tono negruzco, como sucede en una arboleda o en un bosque. Ocupa todo el espacio detrás de un objeto. Es más, es el mismísimo objeto opaco con o sin una fuente de luz frente a él. La sección eficaz de una sombra es una silueta bidimensional o una proyección invertida del objeto que bloquea la luz.
El término también se utiliza frecuentemente para cualquier oclusión, no solo aquella con respecto a la luz.

## Características

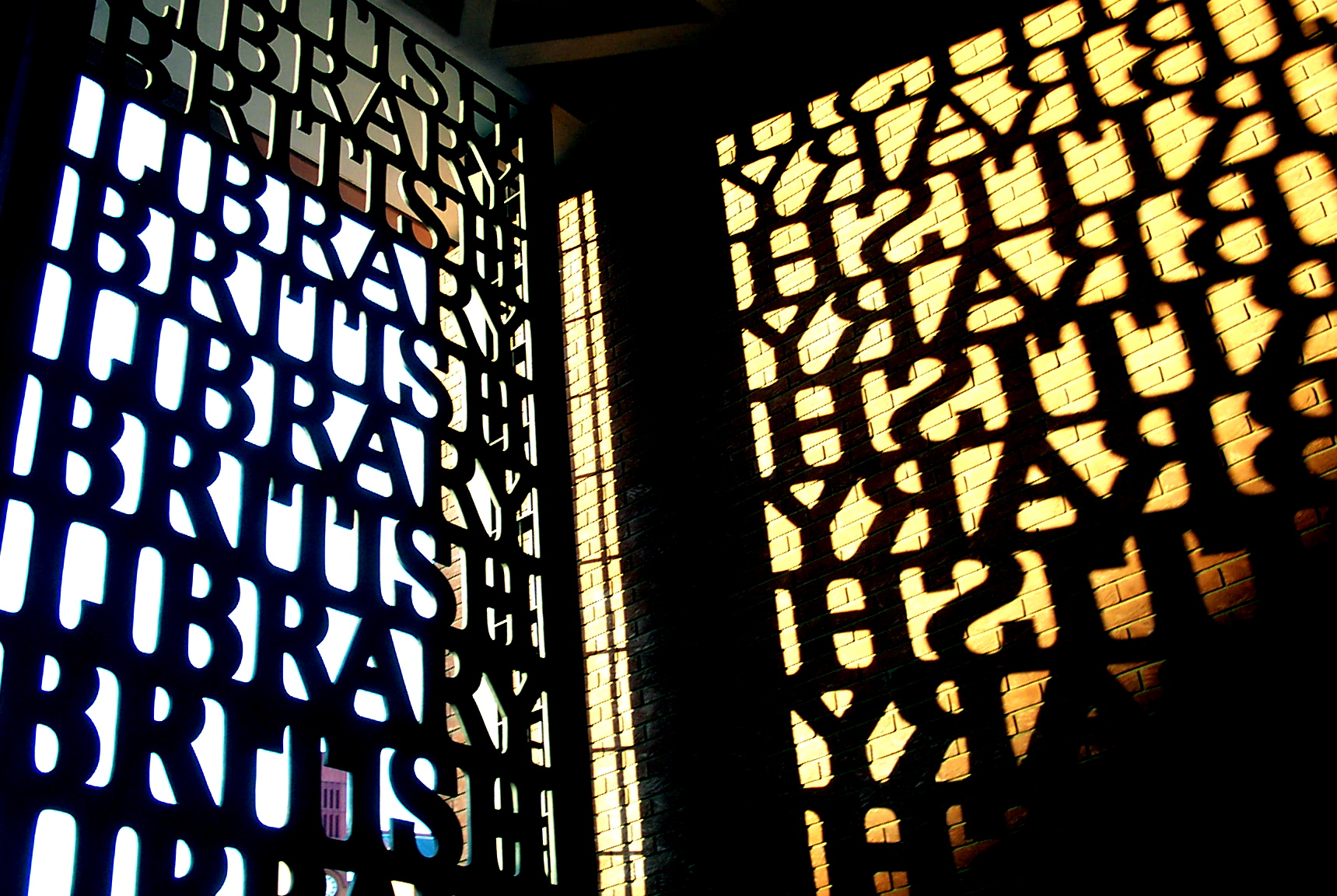
Sombra de un texto invertido.

Cuanto mayor es el ángulo entre la dirección de la luz y un objeto habrá más distorsiones.
Si hay múltiples fuentes luminosas, habrá múltiples sombras, con las partes solapadas más oscuras, o con una combinación de colores. Para una persona u objeto que toca la superficie donde se proyecta la sombra (por ejemplo, una persona de pie en el suelo o un poste en el suelo), las sombras convergen en el punto de contacto.
Existen grados intermedios de sombra y luz entre las superficies completamente iluminadas y la completa oscuridad: la penumbra.
Una sombra muestra, distorsión aparte, la misma figura que la silueta de un objeto observado desde la perspectiva de la fuente de luz, originando la imagen especular de la silueta vista desde el otro lado.

## Colores

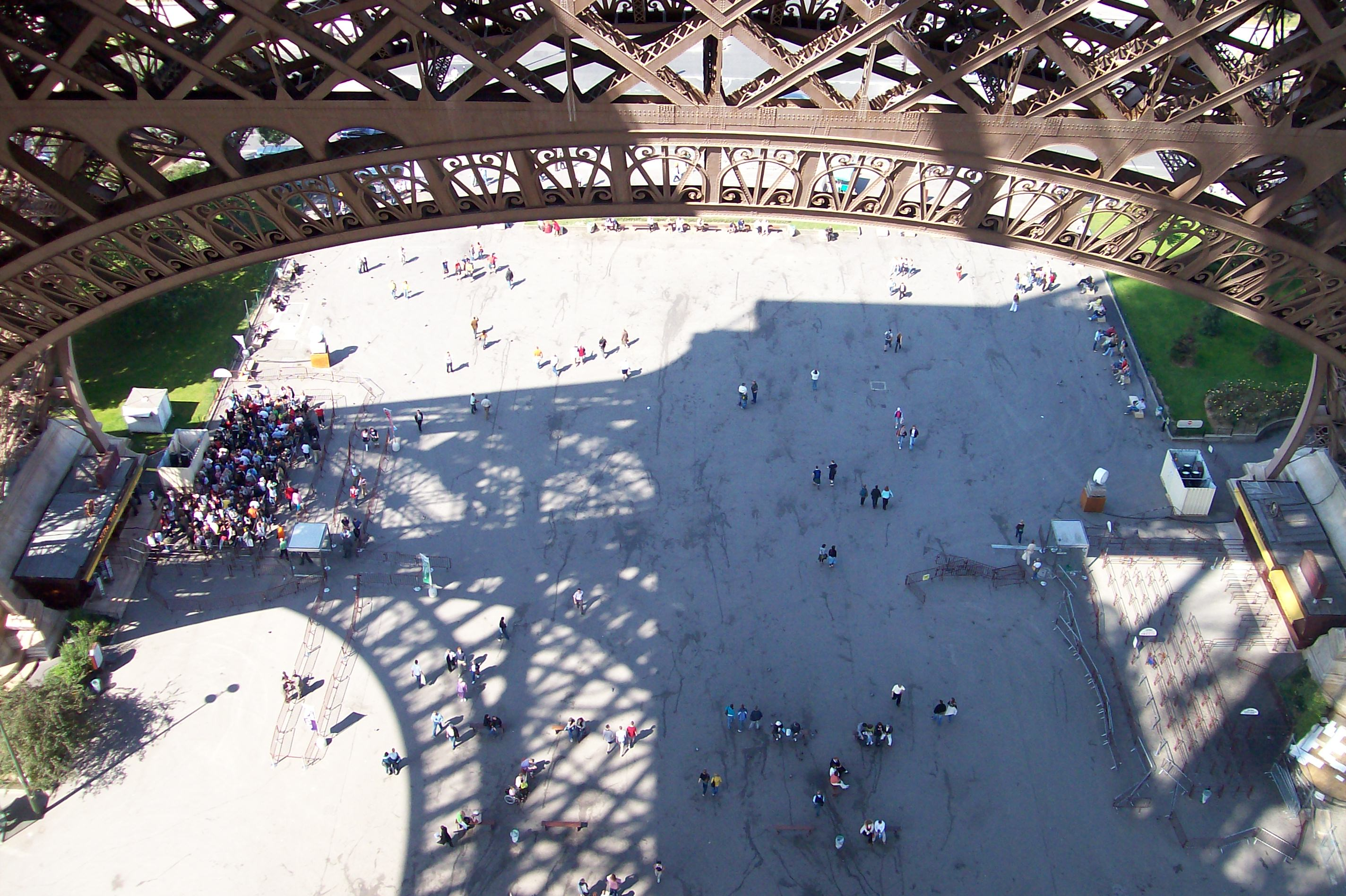
La sombra de la Torre Eiffel al mediodía.

Durante el día, la sombra proyectada por un objeto opaco iluminado por la luz del sol tiene un tono azulado. Esto sucede debido a la dispersión de Rayleigh, la misma propiedad que hace que el cielo se vea azul. El objeto opaco puede bloquear la luz del sol, pero no la luz ambiental del cielo, que es azul, ya que las moléculas de la atmósfera dispersan la luz azul con mayor eficacia. Como resultado, la sombra aparece azulada.
Si solo existe una fuente de luz, las sombras arrojadas por ella serán siempre grises, sea cual sea el color de la fuente. En cambio, si existen dos fuentes de luz de distintos colores, supongamos rojo y azul, las sombras proyectadas por cada una de ellas serán del color de la otra fuente y solo la intersección de ambas sombras será gris. Es decir, la sombra de la luz roja será azul, pues está iluminada por la fuente azul y viceversa. En el caso de que existan más fuentes de luz, cada sombra será del color resultante de la adición de las fuentes que aún iluminan esa zona, permaneciendo en gris las zonas donde se intersecan las sombras de todas las fuentes luminosas.

## Fuentes de luz

Ilusión óptica en la representación de los distintos grados de luz y sombra.

## La sombra en el arte

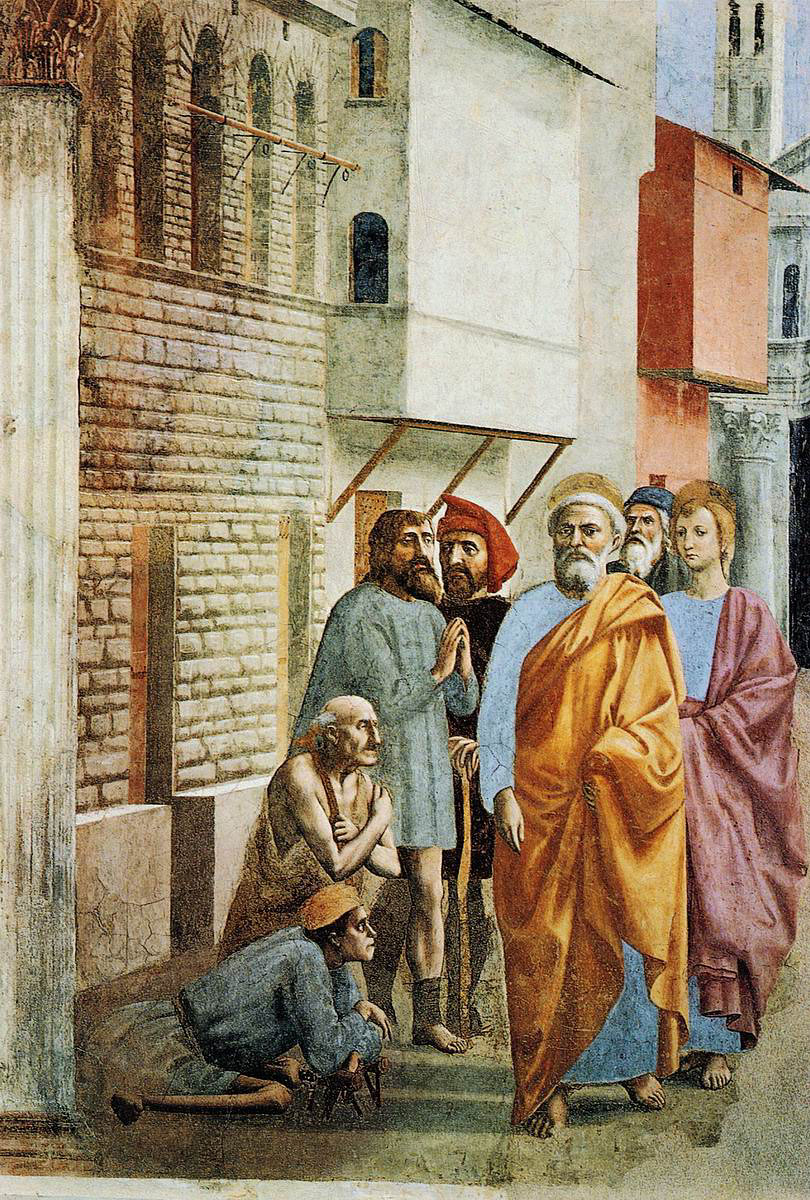
San Pedro cura a los enfermos con su sombra, de Masaccio (ca. 1425).

### Fotografía

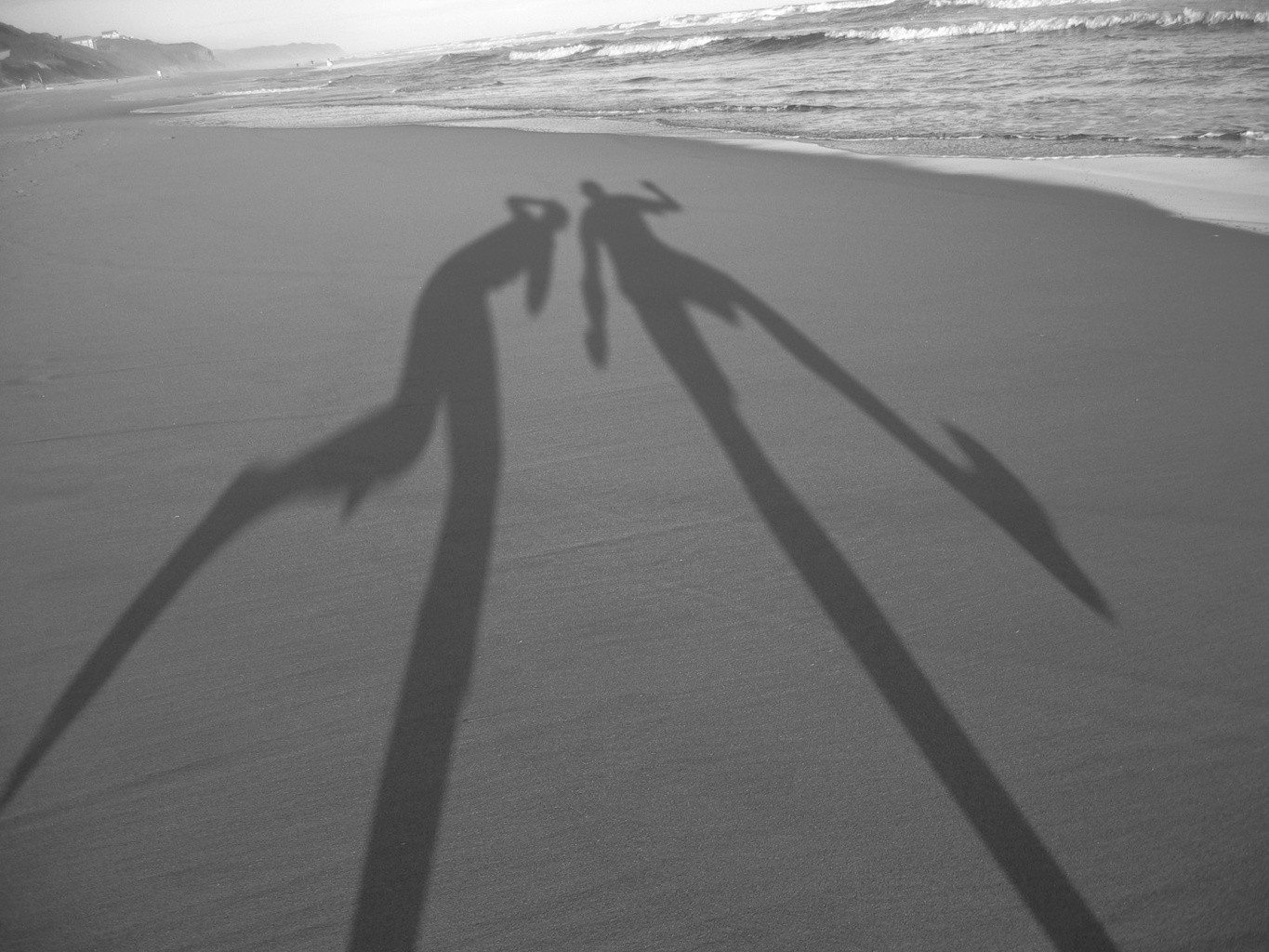
Sombras alargadas en una playa.